# Vaishya
Vaishya (Sanskrit, वैश्य, m. vaiśya, f. vaiśyā) ist im indischen Kastensystem die Bezeichnung für die aus Kaufleuten, Händlern, Geldverleihern und Großgrundbesitzern bestehende dritte Kaste (Varna) der traditionellen vier Hindukasten.
Die Kaste bildete sich aus den (damals) überwiegend unteren Schichten, die ab 1500 v. Chr. nach Indien einwanderten. Sie bildeten sich aus den indogermanischen Stämmen der Arier heraus und zählten, wie die Kshatriya und die Brahmanen, zu den „Zweimalgeborenen“. Das heißt, dass sie nach einer Initiationszeremonie (Upanayana) das Recht erhalten, das heilige Wissen (Veda) zu lernen und die vedischen Opfer zu vollziehen.
Im zehnten Buch des Rigveda wird im sogenannten Purushasukta beschrieben, wie die verschiedenen Kasten entstanden sind. Sie entstanden während eines Opfers aus dem Urriesen Purusha. Aus dem Mund wurden dabei die Brahmanen, aus den Armen die Kshatriya, aus den Schenkeln wurden die Vaishya und aus den Füßen die Shudra. 
Eine Domäne der Vaishyas ist schon seit langer Zeit der Handel, vor allem der Fern- und Überseehandel, so dass die reiche städtische Oberschicht Indiens zu einem Großteil aus Vaishyas besteht. Die Marwaris z. B., denen großes kaufmännisches Talent nachgesagt wird, gehören zu den Vaishyas.
Die größten Konzerne Indiens, z. B. Birla, Dalmia, Jain u. a. zählen dazu. Unter den erfolgreichsten Industriellen sind etliche Marwaris, z. B. Rahul Bajaj und Rama Prasad Goenka. Neben den Marwaris sind die Parsen, die Gujarati-Händlerkasten und die Jainas die in Industrie und Bankwesen führenden Bevölkerungsgruppen, insbesondere in Mumbai und Kolkata. So gehörte beispielsweise Gandhi dieser Kaste an.
Der reichste Inder und Milliardär Lakshmi Mittal ist ein Marwari.